# Yannick Tremblay
Pour les articles homonymes, voir Tremblay.
Yannick Tremblay (né le 15 novembre 1975 à Pointe-aux-Trembles, dans la province de Québec au Canada) est un joueur professionnel canadien de hockey sur glace qui évoluait à la position de défenseur.

## Carrière
Avant de se joindre aux Maple Leafs de Toronto, il évolue avec les Harfangs de Beauport de la Ligue de hockey junior majeur du Québec. Bien qu'ayant joué quelques parties avec l'équipe de Toronto, il passe ses deux premières saisons professionnelles avec le club-école des Maple Leafs, à Saint-Jean de Terre-Neuve. Il n'obtient un poste régulier avec une équipe de la Ligue nationale de hockey seulement qu'en 1999, lorsque la nouvelle concession des Thrashers d'Atlanta le réclame lors de leur repêchage d'expansion. Dès son arrivée à Atlanta, il constitue un élément clef pour la défensive du club en obtenant 10 buts et 31 points lors de la saison 1999-2000. La saison suivante, il ne prend part qu'à 46 rencontres, mais il revient en force en inscrivant 24 et 30 points lors des deux saisons suivantes.
Ses blessures ont raison de lui durant la saison 2003-2004 et il ne prend part qu'à 36 parties. Il passe la saison suivante avec le Adler Mannheim de la DEL, en Allemagne. Il reste d'ailleurs avec Mannheim pour une saison supplémentaire avant de retourner en Amérique du Nord en 2006, après avoir signé un contrat d'un an avec les Canucks de Vancouver.
À l'été 2007, il rejoint l'équipe du HC Lugano de la LNA. En 2009, après une saison d'inactivité, il s'aligne en DEL avec les Straubing Tigers puis il quitte vers l'EBEL en Autriche avec les Graz 99ers pour une saison supplémentaire avant de se retirer de la compétition.
Au niveau international, il a représenté le Canada au Championnat du monde de hockey sur glace en 2000.

## Statistiques

### En club
| Saison     | Équipe                    | Ligue      |     | Saison régulière | Saison régulière | Saison régulière | Saison régulière | Saison régulière |   | Séries éliminatoires | Séries éliminatoires | Séries éliminatoires | Séries éliminatoires | Séries éliminatoires |
| Saison     | Équipe                    | Ligue      | PJ  | B                | A                | Pts              | Pun              | PJ               | B | A                    | Pts                  | Pun                  |                      |                      |
| 1994-1995  | Harfangs de Beauport      | LHJMQ      | 70  | 10               | 32               | 42               | 22               | 17               | 6 | 8                    | 14                   | 6                    |                      |                      |
| 1995-1996  | Harfangs de Beauport      | LHJMQ      | 61  | 12               | 33               | 45               | 42               | 20               | 3 | 16                   | 19                   | 18                   |                      |                      |
| 1995-1996  | Maple Leafs de Saint-Jean | LAH        | 3   | 0                | 1                | 1                | 0                | -                | - | -                    | -                    | -                    |                      |                      |
| 1996-1997  | Maple Leafs de Saint-Jean | LAH        | 67  | 7                | 25               | 32               | 34               | 11               | 2 | 9                    | 11                   | 0                    |                      |                      |
| 1996-1997  | Maple Leafs de Toronto    | LNH        | 5   | 0                | 0                | 0                | 0                | -                | - | -                    | -                    | -                    |                      |                      |
| 1997-1998  | Maple Leafs de Saint-Jean | LAH        | 17  | 3                | 7                | 10               | 4                | 4                | 0 | 1                    | 1                    | 5                    |                      |                      |
| 1997-1998  | Maple Leafs de Toronto    | LNH        | 38  | 2                | 4                | 6                | 6                | -                | - | -                    | -                    | -                    |                      |                      |
| 1998-1999  | Maple Leafs de Toronto    | LNH        | 35  | 2                | 7                | 9                | 16               | -                | - | -                    | -                    | -                    |                      |                      |
| 1999-2000  | Thrashers d'Atlanta       | LNH        | 75  | 10               | 21               | 31               | 22               | -                | - | -                    | -                    | -                    |                      |                      |
| 2000-2001  | Thrashers d'Atlanta       | LNH        | 46  | 4                | 8                | 12               | 30               | -                | - | -                    | -                    | -                    |                      |                      |
| 2001-2002  | Thrashers d'Atlanta       | LNH        | 66  | 9                | 15               | 24               | 47               | -                | - | -                    | -                    | -                    |                      |                      |
| 2002-2003  | Thrashers d'Atlanta       | LNH        | 75  | 8                | 22               | 30               | 32               | -                | - | -                    | -                    | -                    |                      |                      |
| 2003-2004  | Thrashers d'Atlanta       | LNH        | 38  | 2                | 8                | 10               | 13               | -                | - | -                    | -                    | -                    |                      |                      |
| 2004-2005  | Adler Mannheim            | DEL        | 14  | 1                | 4                | 5                | 16               | 14               | 2 | 6                    | 8                    | 6                    |                      |                      |
| 2005-2006  | Adler Mannheim            | DEL        | 46  | 11               | 17               | 28               | 44               | -                | - | -                    | -                    | -                    |                      |                      |
| 2006-2007  | Canucks de Vancouver      | LNH        | 12  | 1                | 2                | 3                | 12               | -                | - | -                    | -                    | -                    |                      |                      |
| 2006-2007  | Moose du Manitoba         | LAH        | 45  | 12               | 21               | 33               | 40               | 12               | 3 | 7                    | 10                   | 11                   |                      |                      |
| 2007-2008  | HC Lugano                 | LNA        | 46  | 8                | 21               | 29               | 34               | -                | - | -                    | -                    | -                    |                      |                      |
| 2009-2010  | Straubing Tigers          | DEL        | 41  | 2                | 16               | 18               | 24               | -                | - | -                    | -                    | -                    |                      |                      |
| 2010-2011  | Graz 99ers                | EBEL       | 54  | 9                | 22               | 31               | 44               | 4                | 0 | 0                    | 0                    | 6                    |                      |                      |
| Totaux LNH | Totaux LNH                | Totaux LNH | 390 | 38               | 87               | 125              | 178              | -                | - | -                    | -                    | -                    |                      |                      |

### En équipe nationale
| Année | Équipe | Compétition          |   | PJ | B | A | Pts | Pun      |  | Résultat |
| 2000  | Canada | championnat du monde | 9 | 1  | 1 | 2 | 0   | 4e place |  |          |

## Transactions
- 1995 : repêché par les Maple Leafs de Toronto (LNH) ;
- 25 juin 1999 : réclamé lors du repêchage d'expansion des Thrashers d'Atlanta (LNH) ;
- 13 janvier 2005 : signe à titre d'agent libre avec le Adler Mannheim (DEL) ;
- 28 juillet 2006 : signe à titre d'agent libre avec les Canucks de Vancouver (LNH) ;
- 18 juillet 2007 : signe à titre d'agent libre avec le HC Lugano (LNA) ;